# Jackie Scott
Jackie Scott, właśc. John Scott (ur. 22 grudnia 1933 w Belfaście, zm. 31 maja 1978 w Manchesterze) – północnoirlandzki piłkarz występujący na pozycji pomocnika.

## Kariera klubowa
Scott jako junior grał w klubach Boyland Youth Club, Ormond Star oraz Manchester United, do którego trafił w 1950 roku. W 1952 roku został włączony do jego pierwszej drużyny. W 1953 roku zdobył z zespołem Puchar Anglii, a w 1956 roku mistrzostwo Anglii. W 1956 roku odszedł do Grimsby Town. W 1959 roku spadł z nim z Division Two do Division Three. W 1962 roku wraz z Grimsby wrócił do Division Two. W 1963 roku odszedł do południowoafrykańskiego Germiston Callies. Następnie grał w York City, ponownie w Germiston Callies, Margate oraz Durban City. W 1967 roku zakończył karierę.

## Kariera reprezentacyjna
W 1958 roku Scott został powołany do reprezentacji Irlandii Północnej na mistrzostwa świata. To podczas tego turnieju, 17 czerwca 1958 w wygranym 2:1 meczu z Czechosłowacją, zadebiutował w kadrze. Na tamtym turnieju, z którego Irlandia Północna odpadła w ćwierćfinale, wystąpił jeszcze w pojedynku z Francją (0:4). Jednocześnie były to jedyne spotkania rozegrane przez Scotta w drużynie narodowej.